# Happy End (Kurt Marti)
Die Kurzgeschichte Happy End von Kurt Marti aus dem Jahr 1960 handelt von der brüchigen Beziehung eines Paares, die nach einem Kinofilm mit einem Happy End zu zerbrechen droht, weil der Mann und die Frau sich ihrer traurigen Wirklichkeiten bewusst werden.

## Handlung
Nachdem der Liebesfilm gut ausgegangen ist, lässt der Mann die Frau stehen und ergreift die Flucht aus dem Kino in die finstere Nacht. Die Frau folgt ihm, bis sie ihn keuchend einholt. Daraufhin wird sie mit dem Grund für seine Flucht konfrontiert. Dieses führt zu einer Diskussion zwischen ihr und dem Mann. Das zugrunde liegende Problem wird jedoch nicht gelöst. Die Kurzgeschichte Happy End endet ohne ein Happy End.

## Interpretation
Das Paar wird durch das Happy End des Kinofilms, das mit einem Kuss endet, mit der Wirklichkeit konfrontiert. Beide werden zunächst in die schöne Filmillusion hineingezogen und dann (möglicherweise zu abrupt) in die hässliche Wirklichkeit zurückgeholt. Der Mann wird mit dieser Situation nicht fertig und flüchtet aus dem Kino. Damit versucht er, der Wirklichkeit zu entfliehen, um sich dem persönlichen Problem nicht stellen zu müssen. Die emotionale Reaktion der Frau auf das Ende des Films gibt ihm eine Gelegenheit, das eigentliche Problem, das seiner Flucht zugrunde liegt, zu verschweigen. Also lenkt er von seinem wirklichen Motiv auf ein vorgeschobenes ab. Die eigentliche Ursache für sein Verhalten wird durch seine Gedanken verdeutlicht. Offensichtlich will er das Aussehen seiner Partnerin nicht mehr ertragen. Die Schauspielerin in dem Film stellt für ihn ein Ideal dar. Seine Partnerin erfüllt solche Wunschvorstellungen nicht. Doch weil er die Wirklichkeit nicht ertragen will, überspielt er sie und nennt seiner Partnerin abwertend einen anderen Grund. Diese reagiert schockiert auf sein schnelles Verschwinden und bemüht sich verzweifelt, ihn einzuholen, was sie große Anstrengung kostet. Als sie ihn einholt, erhält sie eine unfreundliche Antwort in einem aggressiven Ton. Daraufhin unterwirft sie sich ihm instinktiv und versucht, sich zu rechtfertigen. Ihre emotionale Reaktion auf den Film beruht auf unerfüllten Sehnsüchten. Auch sie wird mit der Wirklichkeit konfrontiert und reagiert auf die Desillusionierung nach dem Film. Anhand der Zärtlichkeiten, die die Schauspieler austauschen, wird sie an ihre Sehnsüchte erinnert. Liebe und Geborgenheit vermisst sie in ihrer Beziehung. Als sie erkennt, dass der Mann diese Bedürfnisse weiterhin nicht berücksichtigt, gibt sie es auf, sich zu rechtfertigen.

## Analyse
Die Erzählperspektive ist so gewählt, dass der Erzähler dem Leser auch die jeweiligen Gedanken und Empfindungen der Frau und des Mannes mitteilt. Diese auktoriale Erzählsituation ermöglicht, in das Innere beider Personen zu blicken und damit die Motive für das jeweilige Verhalten näher deuten zu können. Als rhetorische Stilmittel verwendet der Autor häufig Metaphern (zum Beispiel „was für ein Klotz von Mann“), um die Empfindungen der Personen zu verdeutlichen.

## Die Moral von der Geschichte
Die Kombination der Handlung und der Stilmittel lässt auf die versteckte Aussage der Kurzgeschichte schließen. Sie verdeutlicht dem Leser die Beziehungssituation des Paares. Die Ursache dieser Situation kristallisiert sich in dem Lauf der Kurzgeschichte heraus. Beide sprechen nicht über ihre Probleme, Wünsche und Bedürfnisse. Durch den Kinofilm werden beide daran erinnert und verhalten sich entsprechend. Der Autor will verdeutlichen, dass es in einer Partnerschaft wichtig ist, über Probleme, Wünsche und Bedürfnisse offen zu reden, um den Verfall der Partnerschaft zu verhindern. Des Weiteren sagt die Kurzgeschichte aus, dass Happy Ends im realen Leben eher eine Seltenheit sind, eine Illusion, die das Kino dem Pärchen vorgespielt hat. Denn ihr wahres Leben und somit das Ende der Kurzgeschichte endet ganz und gar nicht so, wie es der Titel der Kurzgeschichte sagt.

## Trivia
Die Kurzgeschichte zählt zu den klassischen, deutschen Kurzgeschichten und wird regelmäßig im Unterricht behandelt.